# Berlin Duty Train

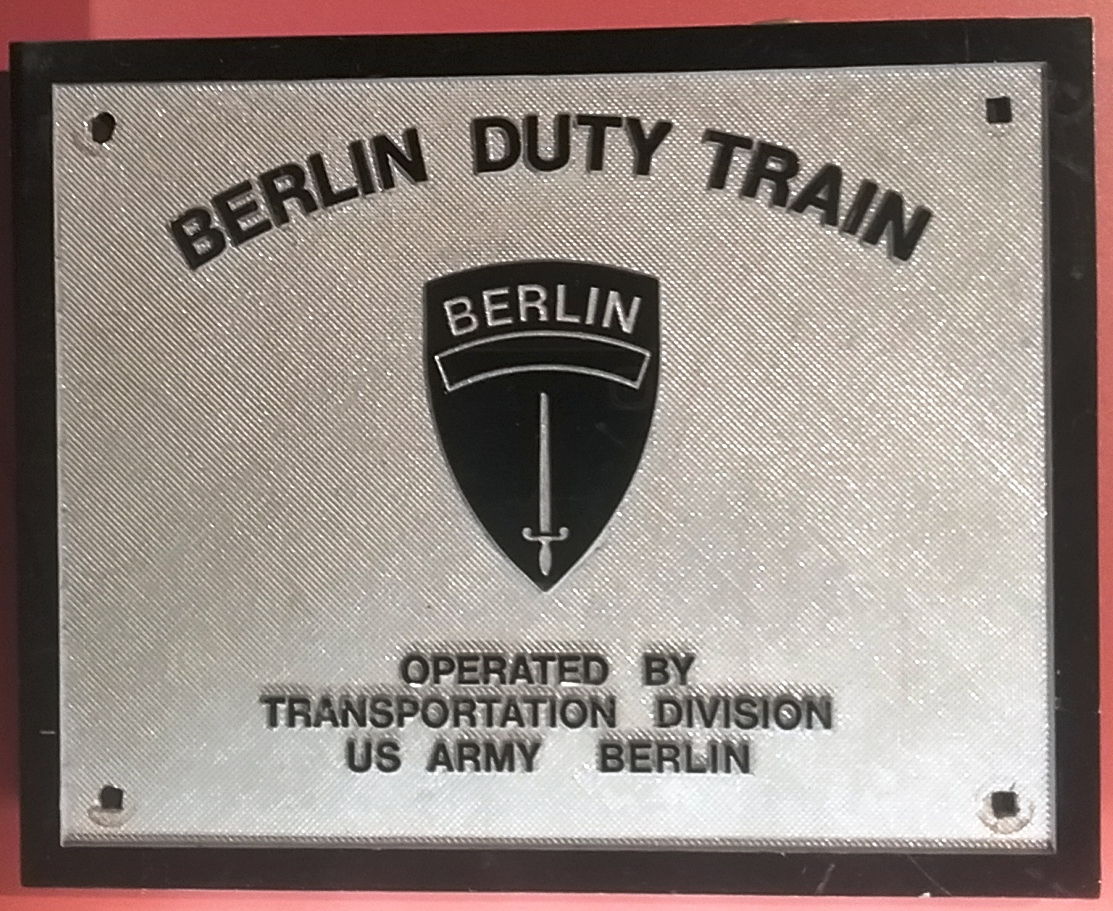
Schild des Duty Trains/RTO Berlin

Der Berlin Duty Train war nach dem Ende des Zweiten Weltkrieges eine regelmäßige Eisenbahnverbindung der US-Streitkräfte zwischen dem amerikanischen Sektor Berlins und der Amerikanischen Besatzungszone, einem Teil der späteren Bundesrepublik Deutschland. Die Verbindung führte durch die sowjetische Besatzungszone, die spätere Deutsche Demokratische Republik. Nutzungsberechtigt waren generell nur US-Militärangehörige im Dienst (on Duty), woraus sich die Bezeichnung „Duty Train“ ableitet.

## Geschichte

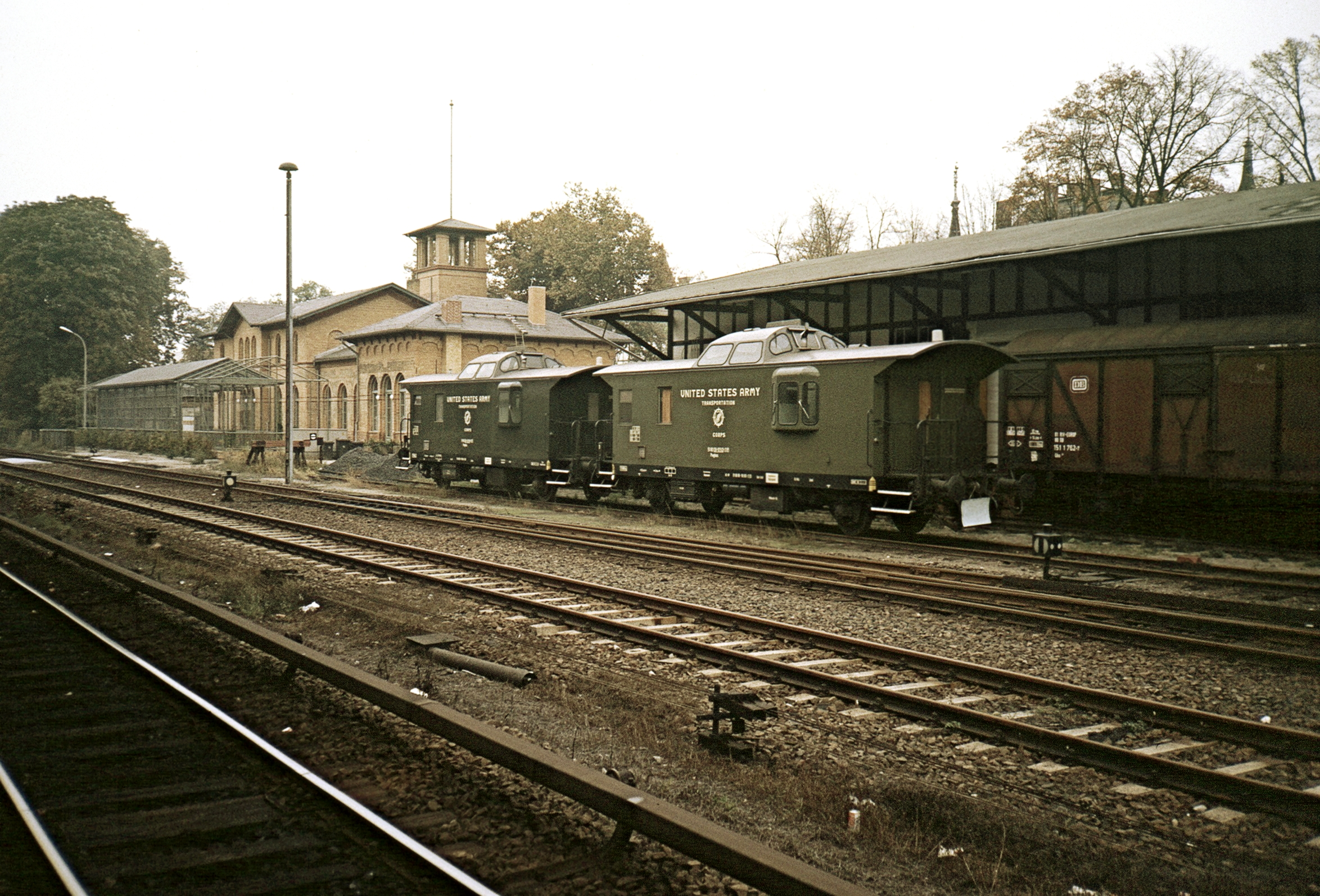
Begleitwagen (Caboose Cars) für US-Militärzüge in Berlin-Lichterfelde West (1986)

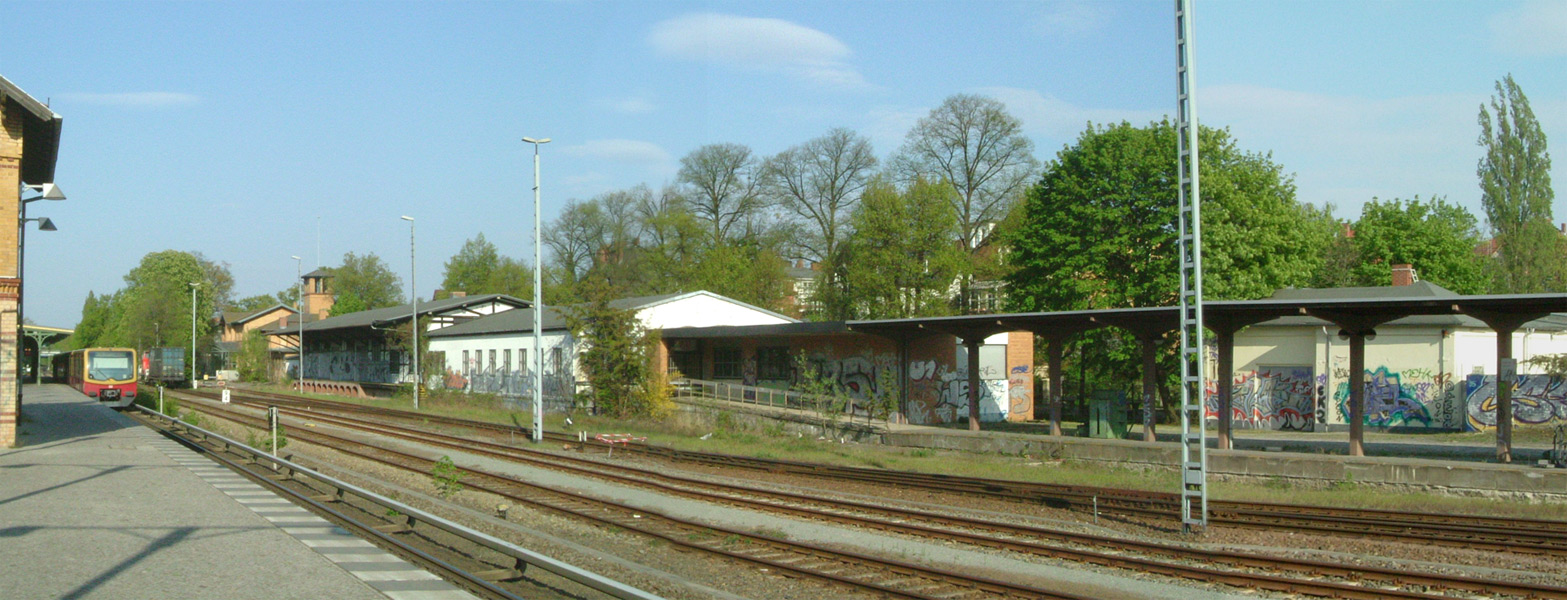
Ehemalige US-Station am Bahnhof Berlin-Lichterfelde West (2007)

Die von den US-Streitkräften betriebenen Eisenbahnzüge stellten eine Landverbindung zwischen dem amerikanischen Sektor im Südwesten Berlins und dem Militärflughafen „Rhein-Main Air Base“ in Frankfurt sowie dem Stützpunkt der US-Marine in Bremerhaven her. Zur Querung der sowjetischen Besatzungszone wurde die mit rund 110 Meilen (175 km) kürzeste Transitverbindung zwischen Berlin und Helmstedt gewählt.

### Unmittelbare Nachkriegszeit
Da die kriegszerstörten Bahntrassen in Deutschland 1945 weitgehend noch nicht wiederhergestellt waren, richtete das US Transportation Corps für die Militärangehörigen zunächst eine zweimal wöchentlich verkehrende Verbindung zwischen Frankfurt und Helmstedt ein. Dafür wurden Lokomotiven und Wagen aus dem Bestand der deutschen Eisenbahnverwaltungen von der US-Besatzungsmacht beschlagnahmt und eingesetzt. Der Zug bestand aus zwei Schlafwagen mit 44 Schlafplätzen, zwei Wagen mit 100 Sitzplätzen, einem Speise- und einem Gepäckwagen. Der Zug verließ Frankfurt montags und donnerstags um 21:30 Uhr, erreichte Helmstedt am folgenden Tag um 07:45 Uhr und fuhr um 21:30 Uhr wieder zurück. Für die Strecke zwischen Helmstedt und Berlin wurden Militärbusse mit einer Kapazität für jeweils 140 Reisende eingesetzt. Nach Wiederherstellung der (bis 1969 noch eingleisigen) Bahnstrecke zwischen Helmstedt und Berlin verkehrte der Zug weiter in den amerikanischen Sektor Berlins. Anfangs wurde der Bahnhof Wannsee angefahren. 1947 wurden am Bahnhof Lichterfelde West neben dem Güterbahnhof ein separates Empfangsgebäude, entsprechende Gleisanlagen und ein eigener Bahnsteig errichtet.:77

### Nach der Berlin-Blockade
Nach der Unterbrechung der regelmäßigen Zugverbindung durch die Berlin-Blockade wurde der Verkehr nach Frankfurt am 11. Juli 1949, kurz darauf auch der nach Bremerhaven-Lehe wieder aufgenommen. Der D 609/610 (ab 1952: Db 80609 / 80610;:77 ab 1975: Dm 38072 / 38073;:81 ab 1989: M 38072 / 38073:82) verkehrte 1949 zwischen Frankfurt am Main (ab 18:59)–Lichterfelde West (7:45 / 18:30)–Frankfurt am Main (an 7:05) und der D 637/638 (ab 1952: Db 80637 / 80638; ab 1975: Dm 38044 / 38045;:81 ab 1989: M 38044 / 38045:82) verkehrte zwischen Bremerhaven-Lehe (ab 20:50)–Lichterfelde West (6:53 / 21:49)–Bremerhaven-Lehe (an 7:27).:77
Im gleichen Jahr gingen mit der Gründung der Bundesrepublik die Betriebsrechte der Alliierten für den Bahnverkehr in den Westzonen auf die Deutsche Bundesbahn (DB) über. In der sowjetischen Besatzungszone einschließlich Berlins verblieben sie bei der Deutschen Reichsbahn (DR). Deswegen musste der Duty Train zwischen Berlin und Helmstedt mit einer Lokomotive der DR befördert werden. Der Lokomotivwechsel fand in Helmstedt statt. 1949 betrug die Reisezeit mit dem Nachtzug von Frankfurt am Main nach Berlin gut zwölf Stunden. 1955 wurde die Strecke in neuneinhalb Stunden zurückgelegt. Die Fahrpläne für die Züge vereinbarten DB und DR auf den Fahrplankonferenzen, auf denen die Fahrpläne für den die innerdeutsche Grenze überschreitenden Bahnverkehr besprochen wurden. Der Berlin Duty Train hatte – wie alle westalliierten Militärzüge – in der DDR Vorrang vor allen anderen Zügen außer dringlichen Hilfszügen und Zügen mit Zuglaufüberwachung und sollte – vor allem in Bahnhöfen – nicht zum Halten kommen, um potentiellen DDR-Flüchtlingen keinen Zugang zum Zug zu gewähren.

### Ende
Mit dem Abzug der alliierten Truppen nach der Wiedervereinigung Deutschlands und der Auflösung des Vier-Mächte-Statuts für Berlin wurde der Betrieb der Militärzüge eingestellt. Der letzte Zug verkehrte am 8. Dezember 1990. Die Abfertigungsgebäude wurden 2008 abgerissen. Auf dem Gelände befindet sich (2021) ein Supermarkt und ein Parkplatz. Allein am südwestlichen Rand des Parkplatzes neben Güter- und S-Bahngleisen blieb ein kurzes Stück des Militärbahnsteiges mit Dach erhalten. Eine Bürgerinitiative unter dem Namen „Erinnerung braucht Orte“ beantragte im Herbst 2022 in einem Schreiben an das Bezirksamt Steglitz-Zehlendorf den verbliebenen Bahnsteigrest mit Dach unter Denkmalschutz zu stellen und auf einer Gedenktafel über die Geschichte des Ortes zu informieren. Nach einem abschlägigen Bescheid des Landesdenkmalamtes sagte die Deutsche Bahn dem Bezirksamt indes zu „dauerhaft für den Erhalt zu sorgen“.

## Verkehr

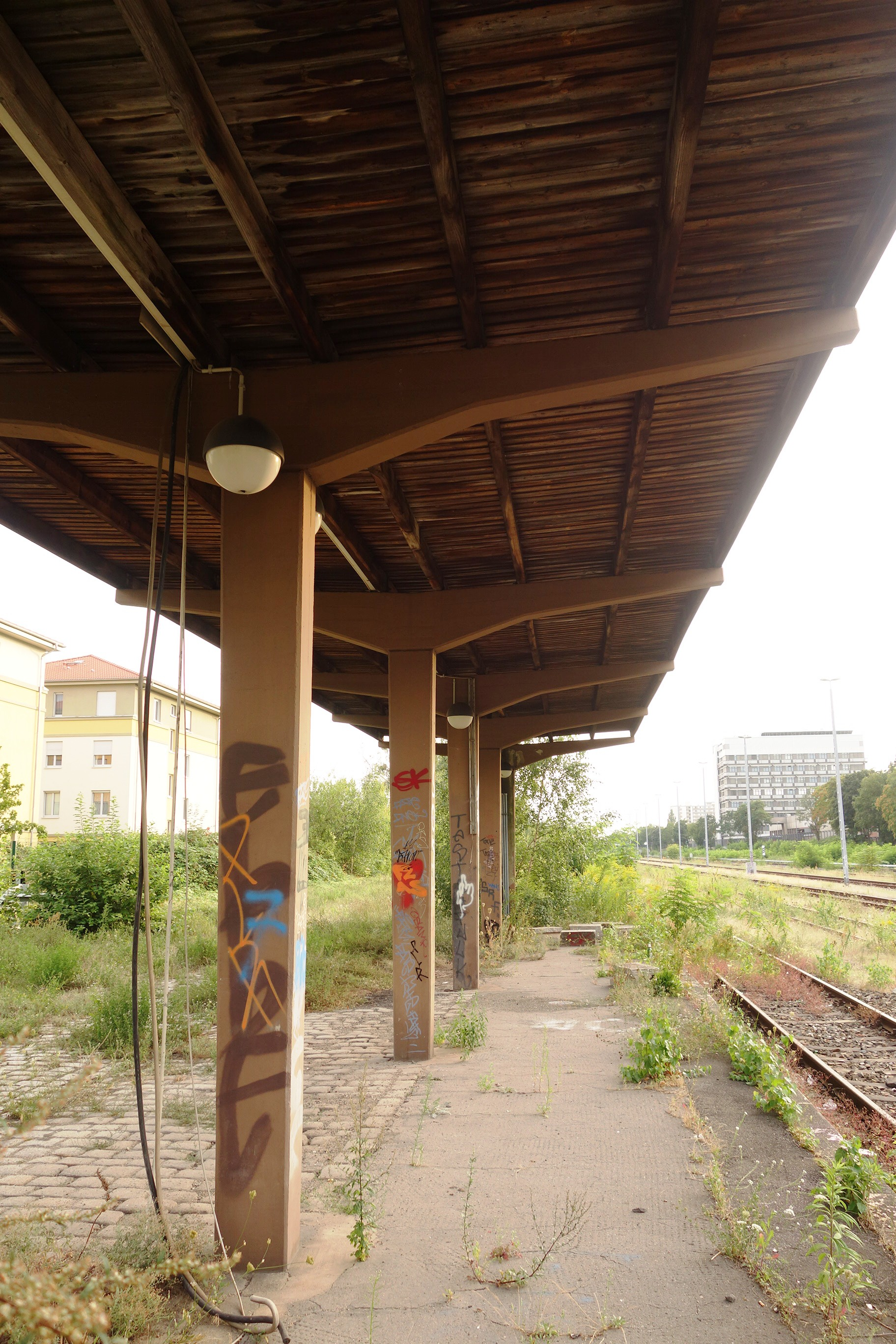
Verbliebener Rest des US-Militärbahnhofs Lichterfelde West (2021)

### Betrieb
Zur Besatzung eines Zuges gehörten ein Zugkommandant, ein Unteroffizier des Transportcorps als Schaffner, ein Dolmetscher, zwei bis drei Militärpolizisten der „Railway Security Section“ der 287th Military Police Company in Berlin und ein Funker. Aufgabe des Funkers war es, Sprechfunkkontakt mit dem Hauptquartier in Berlin („Flagstaff one“) und dem Helmstedt Support Detachment („Flagstaff Two“) aufrechtzuerhalten. Der Zug nach Frankfurt hatte das Rufzeichen „Farmhouse One“, der nach Bremerhaven „Farmhouse Two“. Der Wagen mit der Funkausrüstung wurde dem Zug bis 1965 im Bahnhof Helmstedt beigestellt.:78 Ab 1965 befand sich die Funkausrüstung in einem der Personenwagen, die der Zug über die gesamte Strecke mitführte.:80
An den Tagen, an denen der Zug der französischen Besatzungsmacht nicht verkehrte, wurde für sie zeitweise in der Verbindung Frankfurt/Berlin/Frankfurt ein Abteil freigehalten.:77f
Die Kontrolle der Militärzüge und ihrer Nutzer war alleinige Aufgabe der Sowjetische Militäradministration in Deutschland und oblag nicht den Grenztruppen der DDR. Dazu wurden die entsprechenden Reisedokumente vor Abfahrt der Züge nach Berlin vom Rail Transportation Officer (RTO) eingesammelt und dann dem sowjetischen Offizier in Marienborn vorgelegt. In Gegenrichtung erfolgte diese Kontrolle im Bahnhof Griebnitzsee.
Die eingesetzten Personenwagen wurden – nach einer mit Altbauwagen improvisierten ersten Phase – durch die Bundesvermögensverwaltung beschafft. Für die Reisenden wurden überwiegend Schlafwagen eingesetzt. Ab dem 2. Januar 1956 wurde der Betrieb des Speisewagens auf der Strecke von und nach Frankfurt eingestellt, da er nur von 24 % der Fahrgäste genutzt wurde. Dadurch wurde eine jährliche Ersparnis von US $ 95.000 erzielt. Die mitgeführten Schlafwagen gehörten zwar dem USATC, der sie aber durch die DSG bewirtschaften ließ.:79 Die DSG unterhielt dafür eine eigene Dienststelle im Bahnhof Frankfurt (Main) Ost mit zeitweise bis zu 100 Mitarbeitern.:72
1968 legten die Duty Trains rund 160.000 Meilen (250.000 km) in der sowjetischen Besatzungszone zurück und beförderten dabei mehr als 180.000 Reisende.
An den Staatsfeiertagen der DDR, dem 1. Mai und dem Tag der Republik am 7. Oktober, waren alle Triebfahrzeuge der Reichsbahn mit den Flaggen der DDR und roten Fahnen geschmückt. Bei Weigerung des US-Zugkommandanten mit einer entsprechend dekorierten Lokomotive zu fahren, wurde der Zug abgestellt und die Fahrt erst ab 00:00 Uhr am Folgetag –- dann ohne Beflaggung – fortgesetzt.
Neben den Duty Trains verkehrten auf der Strecke nach Bremerhaven auch Militär-Güterzüge, die mit sechs Militärpolizisten besetzt waren.

### Befahrene Strecken
Die für den Verkehr der Züge genutzten Strecken waren::77
Frankfurt–Berlin–Frankfurt
- Frankfurt (Main)–Kassel (in Frankfurt wurde sowohl der Bahnhof Frankfurt (Main) Süd[4]:77 als auch der Hauptbahnhof[4]:79 genutzt, in Kassel Hauptbahnhof machte der Zug Kopf)

- Kassel–Nordstemmen
- Kassel–Kreiensen
- Kreiensen–Braunschweig
- Magdeburg–Griebnitzsee
- Griebnitzsee–Berlin-Wannsee / Berlin-Wannsee–Berlin-Lichterfelde West

Bremerhaven–Berlin–Bremerhaven
- Bremerhaven-Lehe–Bremen
- Bremen–Wunstorf
- Wunstorf–Hannover
- Hannover–Braunschweig
- Braunschweig–Magdeburg
- Magdeburg–Griebnitzsee
- Griebnitzsee–Berlin-Wannsee / Berlin-Wannsee–Berlin-Lichterfelde West

## Der Duty Train im Film
1963 wurde der missglückte Fluchtversuch eines DDR-Bürgers, der auf den Militärzug aufgesprungen war, in dem Film „Stop Train 365“ – deutsche Version „Verspätung in Marienborn“ – unter der Regie von Rolf Hädrich mit José Ferrer und Sean Flynn und verfilmt.

## Andere Transit-Militärzüge nach Berlin (West)
Neben den Amerikanern betrieben auch die britische Schutzmacht vom Bahnhof Berlin-Charlottenburg im britischen Sektor aus sowie die französische Schutzmacht vom Bahnhof Berlin-Tegel im französischen Sektor Militärzüge, die ebenfalls auf der Strecke über Helmstedt verkehrten.